# Famille von Podewils
La famille von Podewils est une famille noble de Poméranie avec la maison ancestrale du même nom Podewils (aujourd'hui Podwilcze) dans l'ancien arrondissement de Belgard (de). La forme du nom change au fil du temps entre Padewelsch, Podwils, Pudewelcz, Pudewels, Pudewils, Pudewilz, Pudwyls, etc. La famille se répand largement, d'abord sous le nom Pudwels herb Pudwels (Podewils avec les armoiries de Podewils) en Pologne et dans le duché de Prusse, et plus tard aussi à la Marche de Brandebourg, au Mecklembourg, au Holstein et au Danemark, ainsi qu'à la principauté de Bayreuth, au Haut-Palatinat bavarois et enfin au Wurtemberg. Des branches de la famille existent encore aujourd'hui.

## Histoire
La famille est mentionnée pour la première fois dans un document le 11 janvier 1347 avec Venzeke Pudwilz. En 1362, les ducs de Poméranie Bogislaw, Barnim et Wartislaw règlent un différend entre l'évêque de Cammin Jean Ier (de), les Kameke (de), les Bulgrin, les Podewils et la ville de Köslin. En 1387, Reymer Podewils se compare à Henning Radeke. En 1388, Raymarus Pudewilsch, Reymer Pudwelch et Michel Pudewels sont impliqués dans l'attaque du duc de Gueldre.
La lignée continue de la famille commence avec Ventz von Podewils, seigneur  de Podewils et bailli de Stolp en 1402. La famille se divise pour la première fois entre ses fils. Tandis que la lignée fondée par Wulff Podwyls to Podwils (mort après 1458) reste sur le domaine principal et s'étend notamment à Glötzin (jusqu'après 1780) et à Friedland en Pologne, produit en Christoph von Podewils (mort après 1586/1589) un maréchal à Kolbatz, mais s'éteint au début du XVIIIe siècle. Ventz von Podewils auf Podewils (mort après 1476) poursuit la lignée familiale avec ses trois fils. La lignée fondée par Hans von Podewils auf Podewils (mort après 1487) s'étend notamment à Mallow, Karvin, Glötzin, Körlin, produit également quelques officiers de renom, acquit une certaine renommée en Pologne notamment avec Georg von Podewils auf Gronowo et Marienfelde (mort en 1625/1626) qui acquiert une certaine renommée au début du XVIIIe siècle , mais trouve son issue au début du XVIIIe siècle sur toutes les branches. La lignée fondée par Peter von Podewils auf Coseeger (de) et Zietlow (mort après 1480), à laquelle appartient également Nicolaus Heinrich von Podewils (mort en 1643), chancelier et bailli de l'abbaye de Köslin et plus tard doyen de la cathédrale de Colberg, s'éteint également vers le milieu du XIXe siècle.

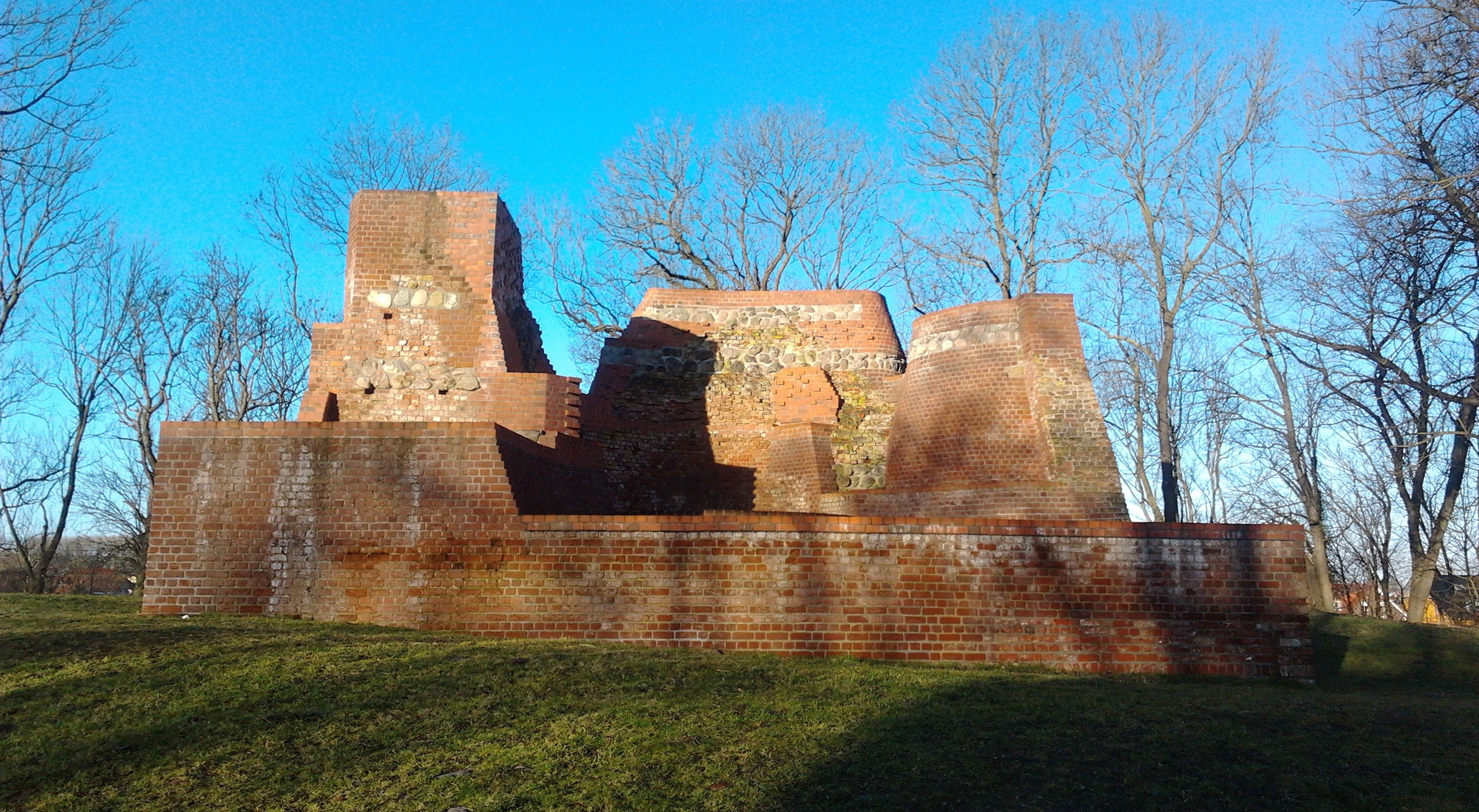
Maison de Demmin (de) (ruines du château), Poméranie-Occidentale
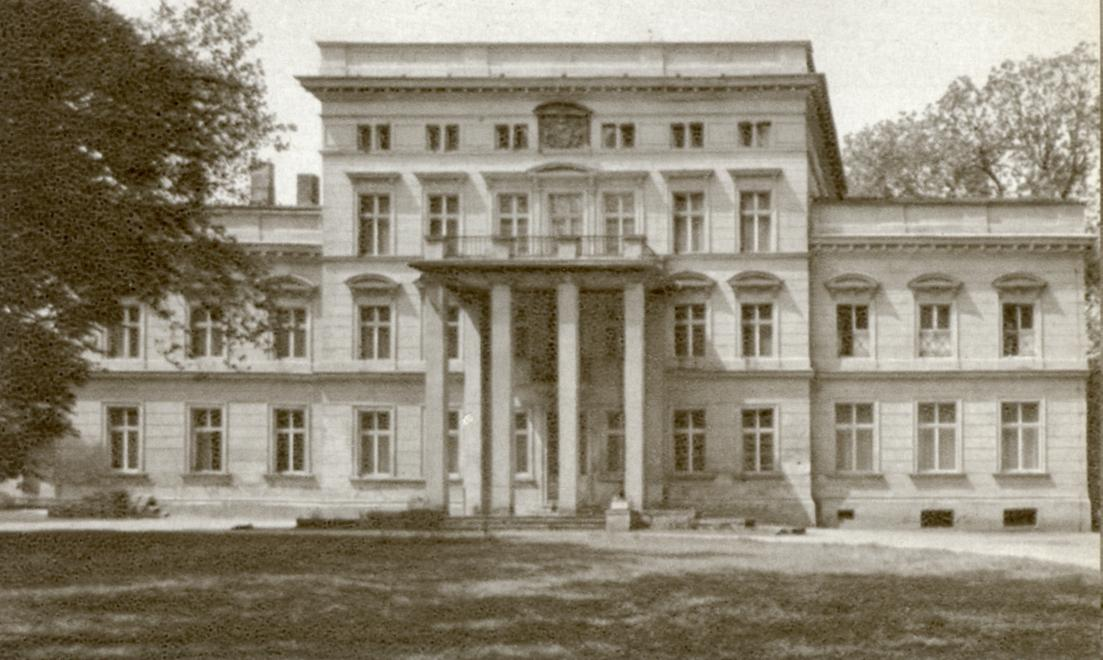
Maison de Demmin (de) (ancien château)
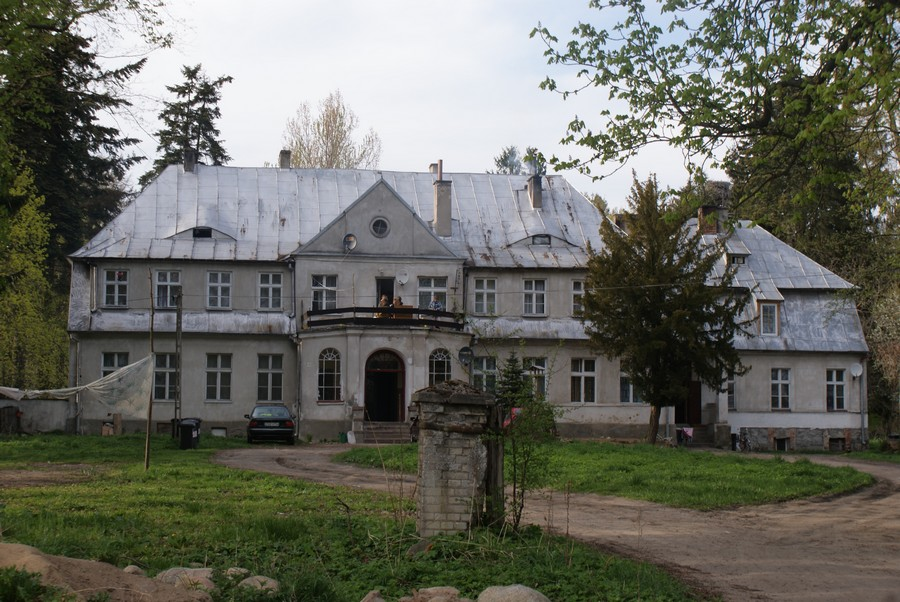
Manoir de Glötzin, Poméranie occidentale
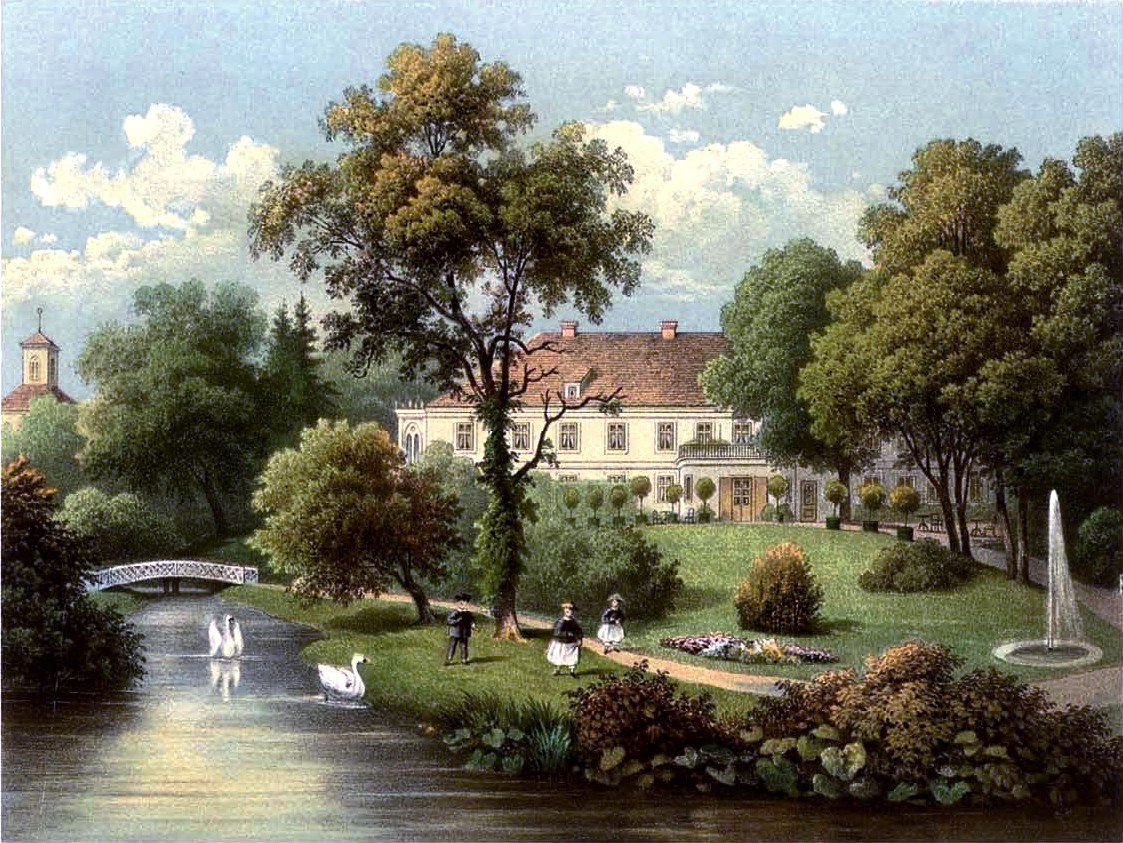
Manoir de Coseeger (de), Poméranie-Occidentale (vers 1860)

Le troisième frère Adam von Podewils (de) (mort en 1503), gouverneur de Zanow et Belgard, est la première personnalité marquante de la famille et en même temps l'ancêtre de toutes les branches qui existent jusqu'à nos jours, les von Podewils. Sous ses fils, Peter de Podewils (mort  avant 1522) et Ventz de Podewils (mort après 1516), la famille se divise à nouveau. En 1495, tous trois entrent en possession des gages de la maison de Demmin (de) en 1495. En 1490, il participe à l'ambassade en Pologne, qui conduit en 1491 Anne de Pologne (1476-1503), fille du roi Casimir IV, en tant qu'épouse ducale en Poméranie.
Peter von Podewils (de) (mort avant 1522) est maréchal, bailli et gouverneur de Loitz. Il accompagne le duc Bogislaw X lors de son pèlerinage en Palestine et est fait chevalier à Jérusalem en 1497. Il est également le fondateur de la ligne de Demmin, entre autres sur la maison de Demmin (de), Vorwerk et Sanzkow (de 1515 à 1861),.

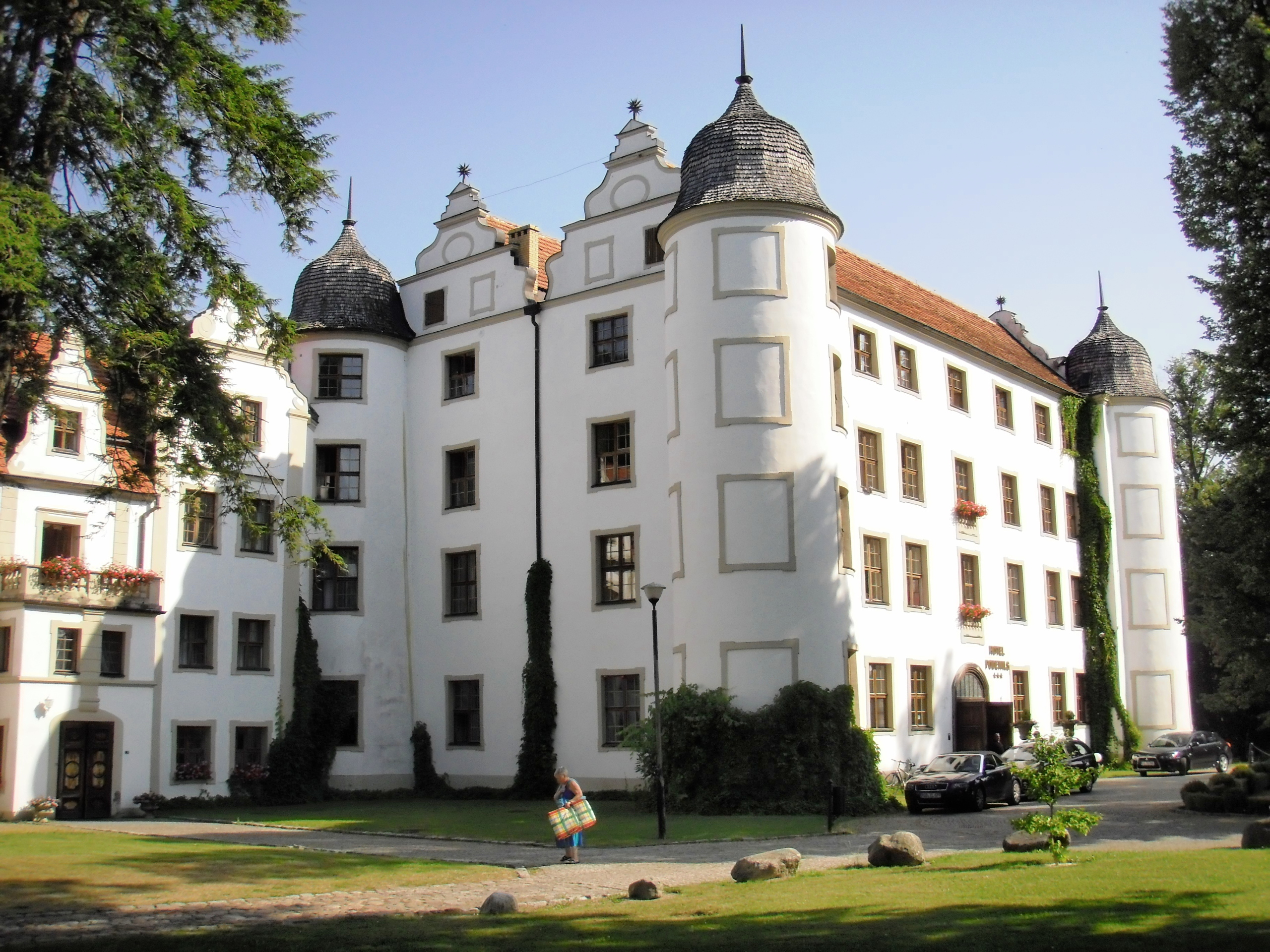
Château de Krangen, Poméranie occidentale

Joachim von Podewils (mort en 1551), seigneur de Demmin et Krangen (propriété de la famille de 1506 à 1860), bailli à Stolp, capitaine à Gartz et conseiller princier de Poméranie, perpétue la lignée. Le fils de ce dernier, Felix von Podewils (1525-1597), est également seigneur héréditaire de Krangen et Demmin, ainsi que conseiller régional de Poméranie. Le fils de ce dernier, Joachim von Podewils (1578-1619), héritier de Krangen et Demmin, est conseiller royal danois.
Avec ses quatre fils, la lignée se divise à nouveau : le colonel royal suédois, administrateur d'arrondissement en Poméranie-Occidentale et seigneur de Demmin, Felix von Podewils (de) (1611-1686), dont descend la lignée baronniale wurtembergeoise de Leinstetten, le Generalfeldzeugmeister hanovrien, conseiller de guerre secret et gouverneur de Hanovre, Heinrich von Podewils (de) (1615-1696), resté sans enfant, administrateur d'arrondissement électoral de Brandebourg et héritier de Krangen, Zirchow et Kummerow, Gerd von Podewils (1616-1676) et Adam von Podewils (de) (1617 –1697), conseiller d'État privé de Brandebourg, conseiller du gouvernement de Poméranie et président de chambre, capitaine de château de Poméranie-Occidentale et doyen de la cathédrale de Colberg, également seigneur de Krangen, Wusterwitz, Wintershagen, Jannewitz et Suckow.
Les petits-enfants de ce dernier, les frères Heinrich von Podewils (de) (1696-1760), seigneur de Krangen et véritable ministre d'État secret royal prussien (ministre des Affaires étrangères de Frédéric le Grand), Adam Joachim von Podewils (de) (1697-1764), seigneur de Varzin et le général de division royal prussien et Otto Friedrich Christoph von Podewils (1702-1760), seigneur de Wussow, ainsi que l'arrière-petit-fils ou le cousin des susnommés Otto Christoph von Podewils (de) (1719-1781), seigneur de Gusow et plus tard envoyé royal prussien à la cour de Vienne, sont élevés au rang de comtes héréditaires prussiens en 1741, à l'occasion de l'hommage à Frédéric le Grand par les États silésiens de Breslau. Cependant, ces comtes prussiens de Podewils trouvent leurs issues dans la lignée masculine au cours des deux générations suivantes.
Ventz de Podewils (mort après 1516), le second fils d'Adam de Podewils († 1503), est seigneur héréditaire de Podewils et de Rarfin. Comme son frère, il participe au pélérinage ducal en Palestine et est également fait chevalier à Jérusalem. Son fils unique Paul von Podewils (mort en 1562) étend la propriété à Lantow, Schwartow et Latzig et détient également le patronage de l'église de Suckow. Jusqu'au milieu du XIXe siècle, la lignée prospère en Poméranie. Avec ce dernier fils Matthias von Podewils (mort en 1586), seigneur de Battin et Rarfin en Poméranie, qui suit le margrave Albert en Prusse et y fonde la branche de Penken (de), la famille se transplante en Prusse-Orientale. La lignée de Prusse-Orientale trouve également son issue au milieu du XIXe siècle .

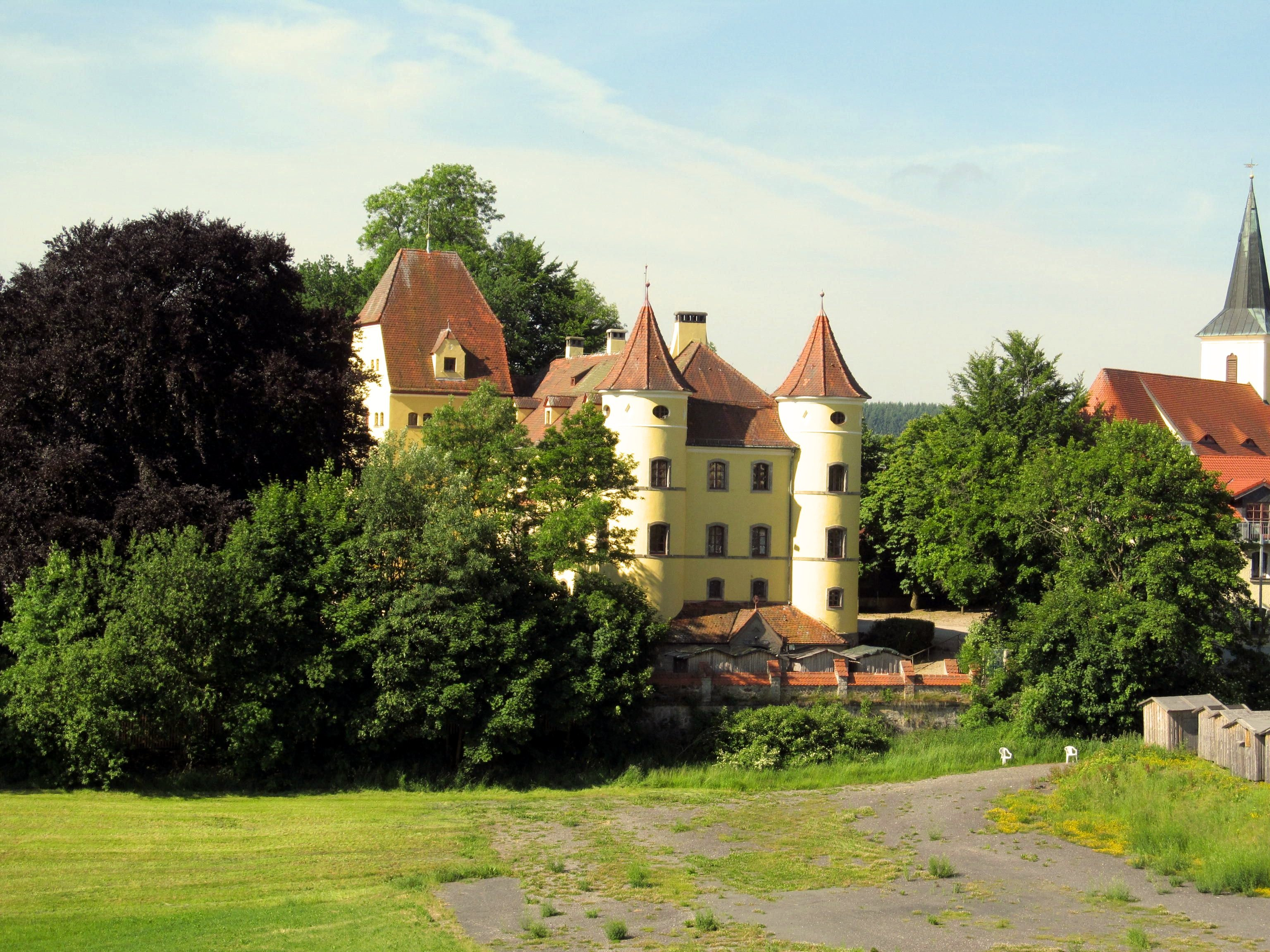
, Haut-Palatinat

Hans von Podewils (1570-1647), petit-fils de Matthias, est conseiller privé, chef de la police et maréchal du margrave Hohenzollern Christian de Brandebourg-Bayreuth, ainsi que bailli de Bayreuth et Kulmbach. En 1611, il reçoit de son maître le château de Wildenreuth (de) par son maître en 1611 pour services rendus. Il est le fondateur des barons bavarois von Podewils, basés dans le Haut-Palatinat, qui sont toujours basés aujourd'hui au château de Wildenreuth et au château de Reuth (de) depuis 1933. Christoph Erdmann von Pudewels est élevé au rang de baron électoral bavarois en 1715. Le major royal bavarois au 2e régiment de cuirassiers (de) à Freising, Franz Friedrich Jakob von Podewils (de) (1779-1842), seigneur de Kalmreuth en 1817, les frères seigneurs de Weißdorf Friedrich Ludwig Ernst baron von Podewils (1777-1837), le capitaine royal bavarois Wilhelm Erdmann Ernst baron von Podewils (1781-1848), le colonel impérial et royal Friedrich Karl Ernst baron von Podewils (1782-1848) et le major royal bavarois Ludwig Heinrich Friedrich baron von Podewils (1787-1838), sont immatriculés en 1819 dans la classe des barons de la noblesse du royaume de Bavière,.
À la suite du mariage de Constantin Carl Friedrich Freiherr von Podewils (1820-1887) de la lignée bavaroise avec Philippine Amalie baronne von Junker-Bigatto (1822-1900) en 1848, le nom est uni aux barons von Juncker-Bigatto sous le nom de Podewils-Juncker-Bigatto. En 1878, un nom et des armoiries sont unifiés avec les barons de Dürniz pour le baron Clemens von Podewils-Juncker-Bigatto (de) (1850-1922), fils des deux derniers cités, qui a épousé en 1874 Friederike baronne von Dürniz (née en 1856), sont réunis sous le nom de von Podewils-Dürniz. Ce dernier, devenu entre-temps trésorier royal de Bavière, conseiller d'État, ministre d'État de la Maison royale et des Affaires étrangères et président du Conseil des ministres, est élevé au rang de comte royal de Bavière en 1911. La même année, il est immatriculé dans la classe des comtes de la noblesse du royaume de Bavière. La branche des comtes bavarois de Podewils qu'il fonde perdure jusqu'à nos jours. En 1935, Clemens comte von Podewils-Juncker-Bigatto (de) (1905-1978), petit-fils du ministre-président, le comte Clemens von Podewils-Dürniz, hérite du domaine de Schweding en Bohême, qui est le centre de la vie de sa famille jusqu'en 1945.
Une branche des Podewils du Haut-Palatinat, originaire de Reuth, porte depuis peu le nom de baron von und zu Aufsess-von Podewils comme successeur de von und zu Aufseß (de) auf Elmischwang (de).

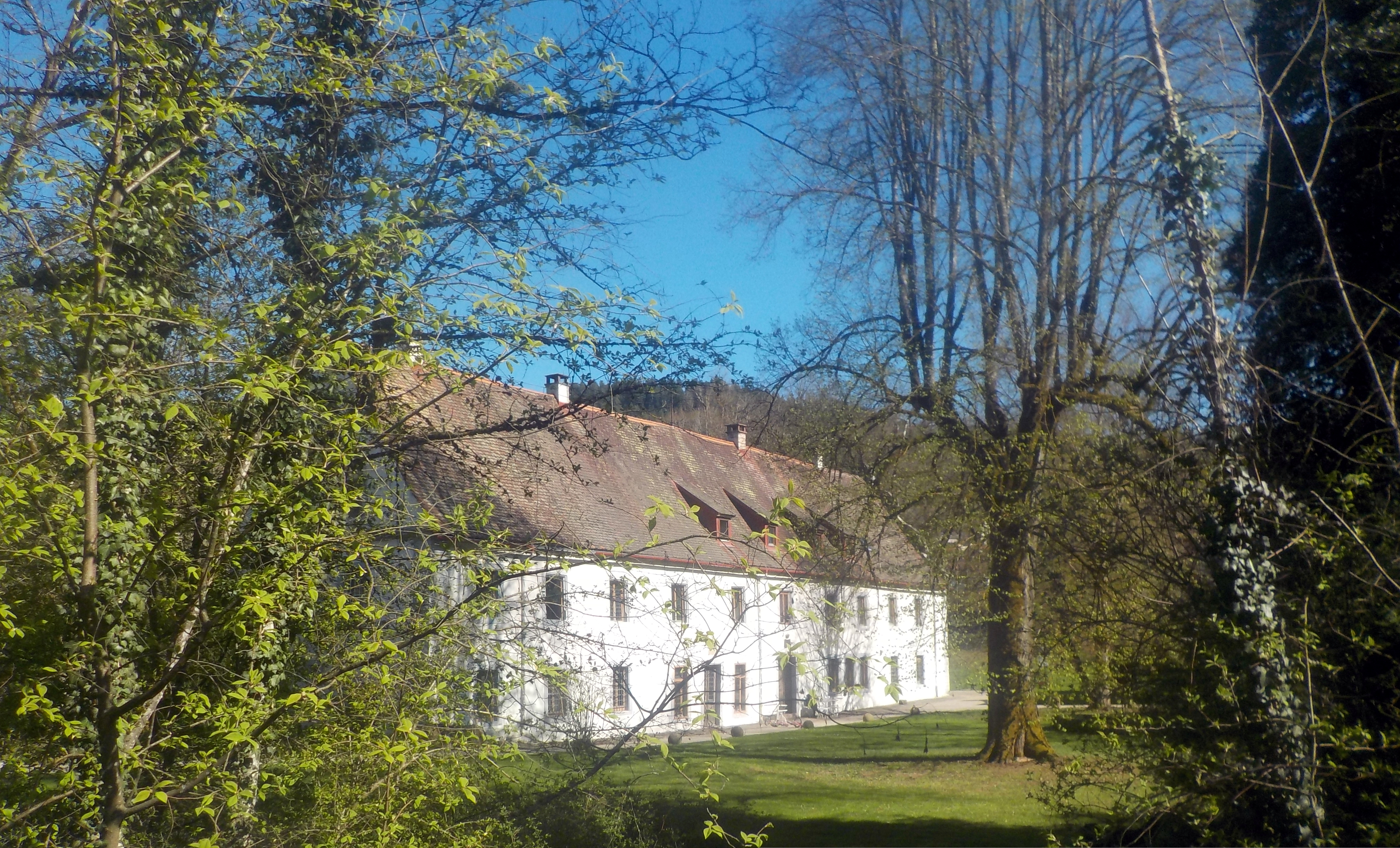
, Wurtemberg

Edwin Karl Friedrich Bogislaw von Podewils (1819-1869), seigneur de Leinstetten (en possession depuis 1847) et huissier en chef de Sulz am Neckar, est élevé au rang de baron du Wurtemberg en 1854. La branche des barons wurtembergeois de Podewils qu'il fonde existe jusqu'à ce jour et est basée au château de Leinstetten (de).

## Autres familles
- Podewils - Légitimation de la noblesse prussienne en 1788 pour Alexander von Podewils (né en 1774), fils naturel de la légation secrète royale prussienne et conseiller de la cour Christian Ludwig von Podewils (de) (1723-1783) avec Katharina Kestner, en ajoutant le nom et les armoiries de la famille paternelle[11],[13].
- Podewils - Autorisation prussienne avec diplôme en 1890 pour le port patrilinéaire héréditaire du nom et des armoiries de Podewils, lié à la possession de l'ancien fidéicommis de Podewils à Penken pour Bernhard von Pressentin genannt Rautter a.d.H. Willkam (1860-1888) comme héritier de ces biens de son oncle maternel Bogislaw von Podewils (1833-1888)[11]
- Katzler genannt von Podewils - Association héréditaire de noms et d'armoiries pour le général de division royal prussien Karl von Katzeler (1855–1935) avec les von Podewils via le diplôme de 1917, liée de manière patrilinéaire à la propriété de l'ancien fidéicommis de Penken (de) avec Seeben et Dollstädt (de) dans l'arrondissement de Preußisch Eylau (de) [14]
- Hünke von Podewils - Association de noms sans légitimation nobiliaire avec le nom de naissance non nobiliaire des deux enfants adoptifs de Podewils, Waltraud Hünke (né en 1907) et Karl Hünke (né en 1909), par autorisation en 1923[15].

## Armoiries

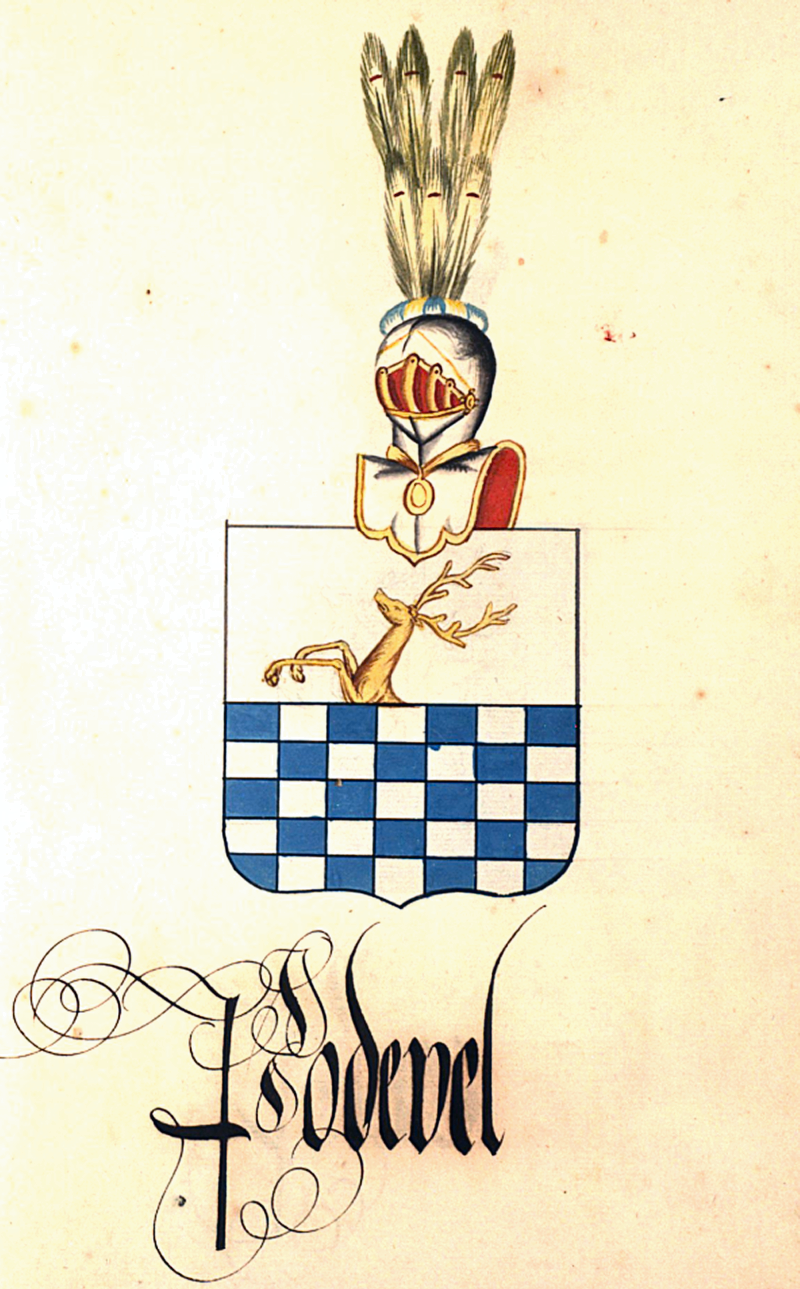
Armoiries des Podewils

Les armoiries sont aujourd'hui indiquées comme suit : Coupé horizontalement, en haut d'argent à un cerf naturel en croissance, en bas d'azur et d'argent sur trois rangs ; sur le heaume à la couverture d'azur et d'or, une plume de paon naturelle entre trois plumes de coq noires. « Le cerf sur les échecs » est le motif récurrent d'un groupe d'armoiries de plusieurs familles nobles de Poméranie.
Historiquement, il existe quelques variantes des armoiries des Podewils. Ainsi, les Podewils de Krangen et de Demmin portent encore au XIXe siècle, au lieu de la division horizontale, une division oblique à gauche avec un cerf doré ou naturel croissant en argent en haut et parfois des échecs plus petit en bas, avec des cimiers bleu-argent et bleu-or. Les Podewils en Pologne ont également une variante d'armoiries différente : dans un écu divisé verticalement, à droite (sans indication de couleur), un cerf croissant d'argent, à gauche, en bleu. Sur le heaume, une plume de paon, ou seulement trois plumes de faisan ou une queue de tétras-lyre à la manière des paons.
Paul von Podewils (mort en 1562) a également des armoiries différentes, avec un bouclier carré 1:4 celui des échecs, 2:3 un griffon droit portant une épée marchant vers l'intérieur. Une illustration est conservée sur une épitaphe de l'église de Suckow.
Les armoiries comtales prussiennes (1741) de la lignée poméranienne montrent l'écusson d'origine, mais avec une bordure d'or et divisé en oblique à gauche - la moitié inférieure est rayée. L'écu est surmonté de deux casques couronnés, l'un d'azur et d'argent, l'autre d'azur et d'or ; sur le casque de droite, un corps d'aigle noir couronné d'or, sur le casque de gauche, les armoiries de la famille. Les supports de l'écu sont deux aigles prussiens noirs opposés, armées d'or et couronnées royalement, chacun avec des tiges de trèfle doré sur ses ailes et les initiales royalement couronnées « FR » (Fridericus Rex) sur la poitrine. L'écu et le porte-écu sont posés sur un piédestal.
Les armoiries baronniales (1854) de la branche wurtembergeoise sont divisées en oblique à gauche et rayées en bas, sinon elles sont identiques aux armoiries ancestrales.
Les armoiries de l'alliance Podewils-Dürniz (1878) correspondent aux armoiries du comte (1911) : écu écartelé (barons de Dürniz) et recouvert d'un écu en cœur, avec au sommet un cerf naturel en croissance en argent, bleu et or sur trois rangs en bas des 15 places (armoiries familiales). 1) en or, un homme de droite en pleine croissance, couronné d'or et vêtu de bleu avec un col, des poignets et une ceinture d'or, brandissant dans sa main droite une épée brillante à manche d'or, soutenant sa main gauche sur son côté ; 2) en bleu, un lion d'or couronné marchant vers la droite ; 3) en bleu un lys doré ; 4) une croix patriarcale rouge en or. Trois casques avec des couvertures bleues et dorées, à droite un coureur de sel doré entre deux cornes de buffle (Barons de Dürniz) divisé en coins bleu et or, au milieu une plume de paon naturelle, chacune avec trois plumes de coq noires (casque de les armoiries de la famille), ainsi qu'à gauche un aigle se balançant à couronne et armure dorées (barons de Dürniz).

## Membres notables

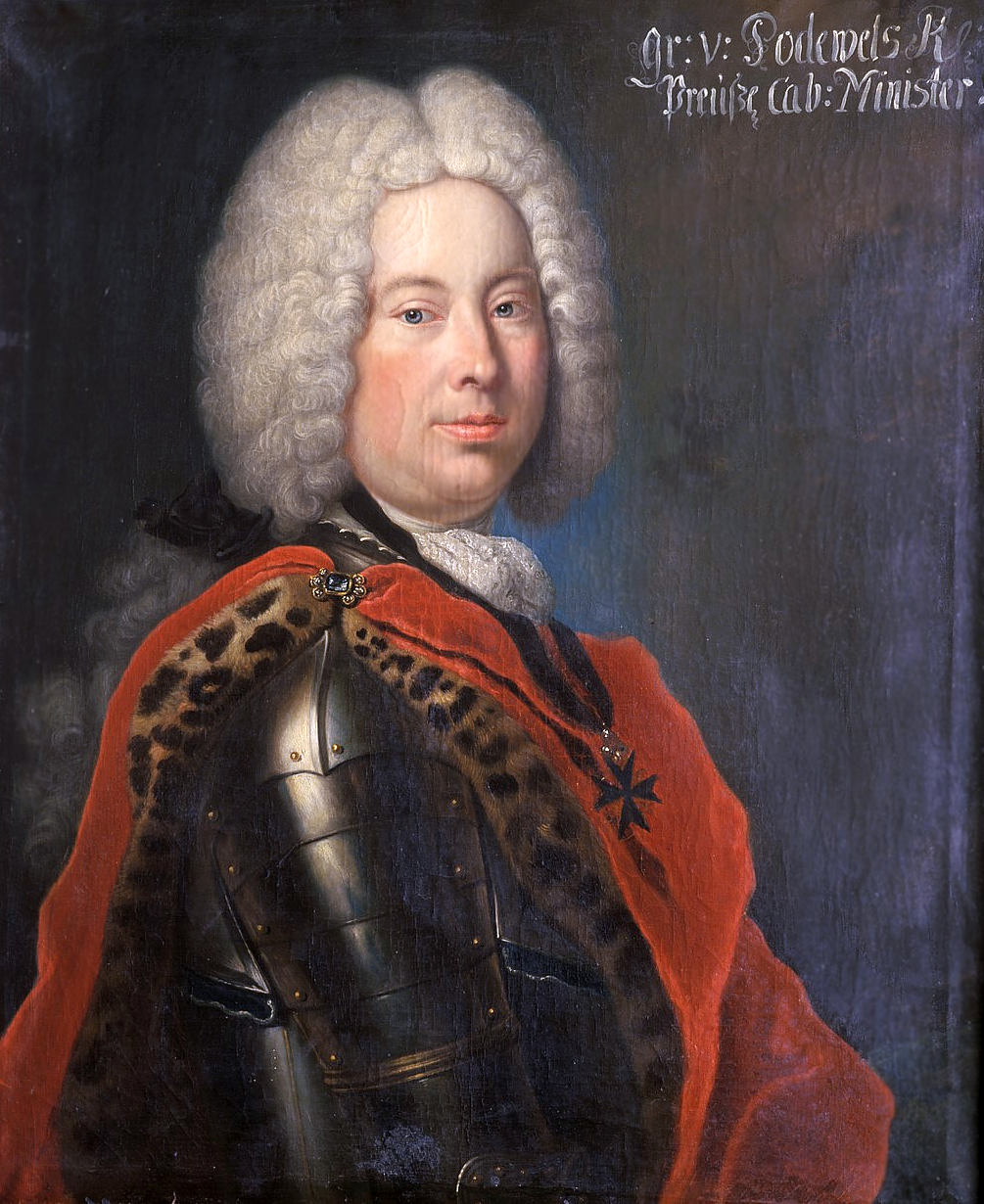
Heinrich von Podewils (1696-1760), ministre prussien des Affaires étrangères et ministre de Frédéric le Grand

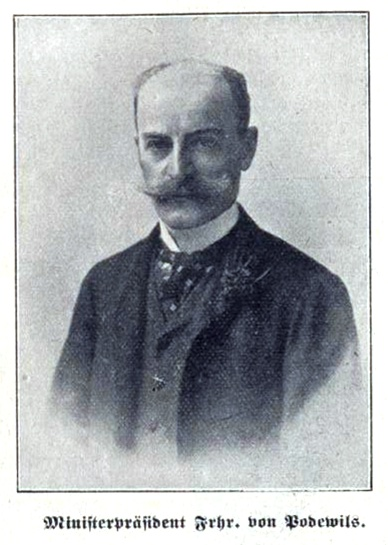
Comte Clemens von Podewils-Dürniz (1850-1922), ministre-président bavarois (1903-1912)

- Adam von Podewils (de) (mort en 1503), conseiller ducal de Poméranie et gouverneur de Zanow.
  - Peter von Podewils (de) (mort avant 1522), conseiller ducal de Poméranie, bailli et gouverneur de Loitz
- Dionysius von Podewils (de) (mort en 1647), conseiller et envoyé ducal de Gottorp puis royal danois ainsi que maréchal de la cour de Christian IV.
- Otto Wilhelm von Podewils (de) (1595-1657), gouverneur de Pillau et chef du régiment d'infanterie Redern (de)
  - Georg Wilhelm von Podewils (1639-1679), conseiller, chef de taverne et chambellan du grand électeur Frédéric-Guillaume
    - Ernst Boguslaw von Podewils
      - Constantin Guido von Podewils (de) (1703-1762), général de division prussien

    - Johann Wilhelm von Podewils 
      -         -           - Christian Ferdinand von Podewils (de) (1768-1831), général de division prussien
            - Ferdinand Friedrich Wilhelm Werner von Podewils (de) (1801-1881), général de division prussien
- Joachim von Podewils (1577-1616), marié à Margaretha von Ramel adH Wusterwitz
  - Felix von Podewils (de) (1611-1686), colonel suédois et administrateur d'arrondissement
  - Heinrich von Podewils (de) (1615-1696), maître général de campagne de Brunswick-Lunebourg, maréchal français
  - Gerd von Podewils (1616-1676), administrateur d'arrondissement électoral de Brandebourg et seigneur de Krangen, Zirchow et Kummerow
  - Adam von Podewils (de) (1617-1697), conseiller du gouvernement de Poméranie et président de chambre, capitaine de château de Poméranie-Occidentale
- Peter Ernst von Podewils (de) (1690-1755), colonel prussien, commandant de la citadelle de Friedrichsburg (de), marié à Margarete Marie von Manteuffel
  - Friedrich Wilhelm von Podewils (de) (1723-1784), général de division prussien, récemment chef du 9e régiment de cuirassiers « von Bredow (de) »
- Georg Joachim von Podewils (1643-1719), militaire allemand, major néerlandais et anglais, seigneur de Podewils, Rützenhagen, marié à Anna Maria von Wedel (1643-1713).
  - Georg Friedrich von Podewils (de) (vers 1695-avant 1747), directeur régional et administrateur d'arrondissement de Schivelbein
  - Franz Wilhelm von Podewils (de) (1705-1768), conseiller du gouvernement de Poméranie
- Ernst Bogislaw von Podewils (1651-1718), colonel brandebourgeois
  - Heinrich von Podewils (de) (1696-1760), ministre prussien des Affaires étrangères et ministre de Frédéric le Grand
  - Adam Joachim von Podewils (de) (1697-1764), général de division prussien
- Ewald von Podwils (mort avant 1758), capitaine prussien
  - Ernst Friedrich von Podewils (de) (1718-1782), administrateur de l'arrondissement de Belgard-Polzin (de)
  - Christian Ludwig von Podewils (de) (1723-1783), secrétaire d'État prussien, légation privée et conseiller à la Cour
- Otto Christoph von Podewils (de) (1719-1781), diplomate prussien
  - Friedrich Heinrich von Podewils (de) (1746-1804), administrateur de l'arrondissement de Lebus (de)
- Ernst Peter von Podewils (de) (1737-1791), capitaine prussien, administrateur de l'arrondissement de Demmin
  - Peter Heinrich von Podewils (de) (1780-1838), général de division prussien et administrateur de l'arrondissement de Demmin
- Heinrich Peter von Podewils (de) (1749-1809), administrateur de l'arrondissement de Demmin-Treptow et directeur régional
- Franz Friedrich Jakob von Podewils (de) (1779-1842), commandant du régiment bavarois et commandant de la forteresse de Germersheim (de)
  - Friedrich von Podewils (de) (1804-1863), fonctionnaire bavarois, président du district de Haute-Franconie 1858/63
  - Philipp von Podewils (de) (1809-1885), directeur de la manufacture royale bavaroise de fusils (de) à Amberg, inventeur du fusil Podewils (de)
- Otto von Podewils (1839-1913), maître de conférences à la Chambre des comptes prussienne et député conservateur de la Chambre des représentants
- Maximilian von Podewils-Dürniz (1919-1982), diplomate allemand
- Konstantin von Podewils (1820-1887), marié à Philippine von Juncker et Bigatto (1822-1900), veuve baronne von Frank
  - Clemens von Podewils-Dürniz (de) (1850-1922), homme politique bavarois
    -       - Clemens von Podewils (de) (1905-1978), journaliste et écrivain allemand marié à Sophie Dorothee von Podewils, née baronne von Hirschberg (de) (1909-1979), conteur et poète allemand

### Bibliographie

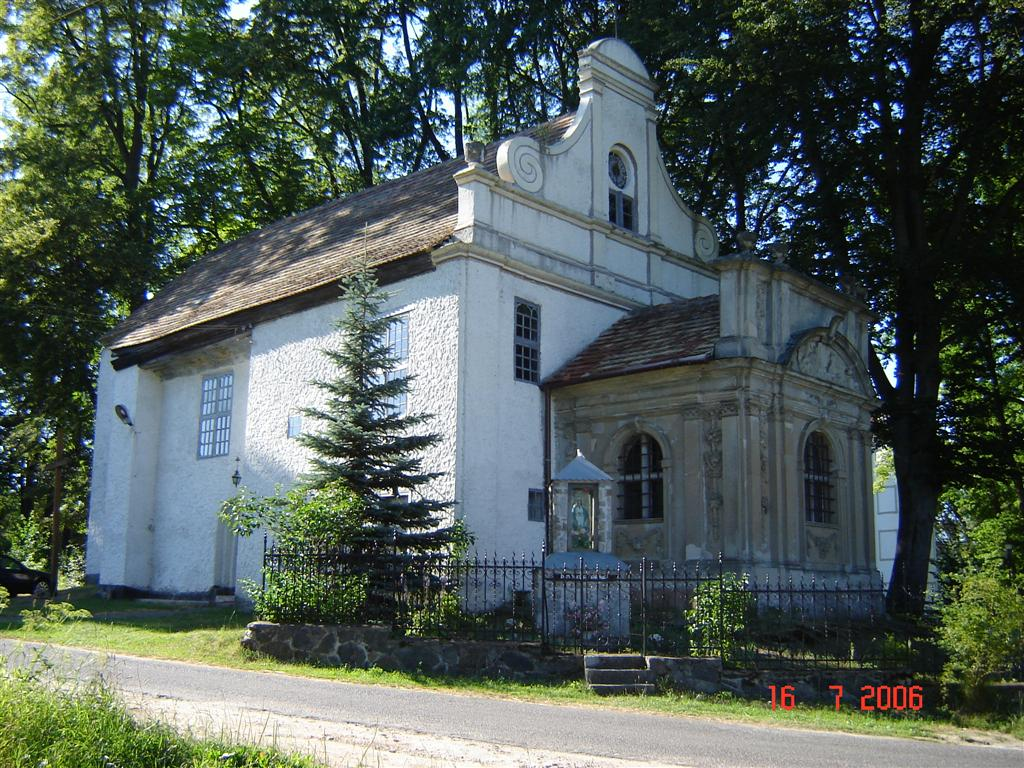
Chapelle funéraire des Podewils à Krangen

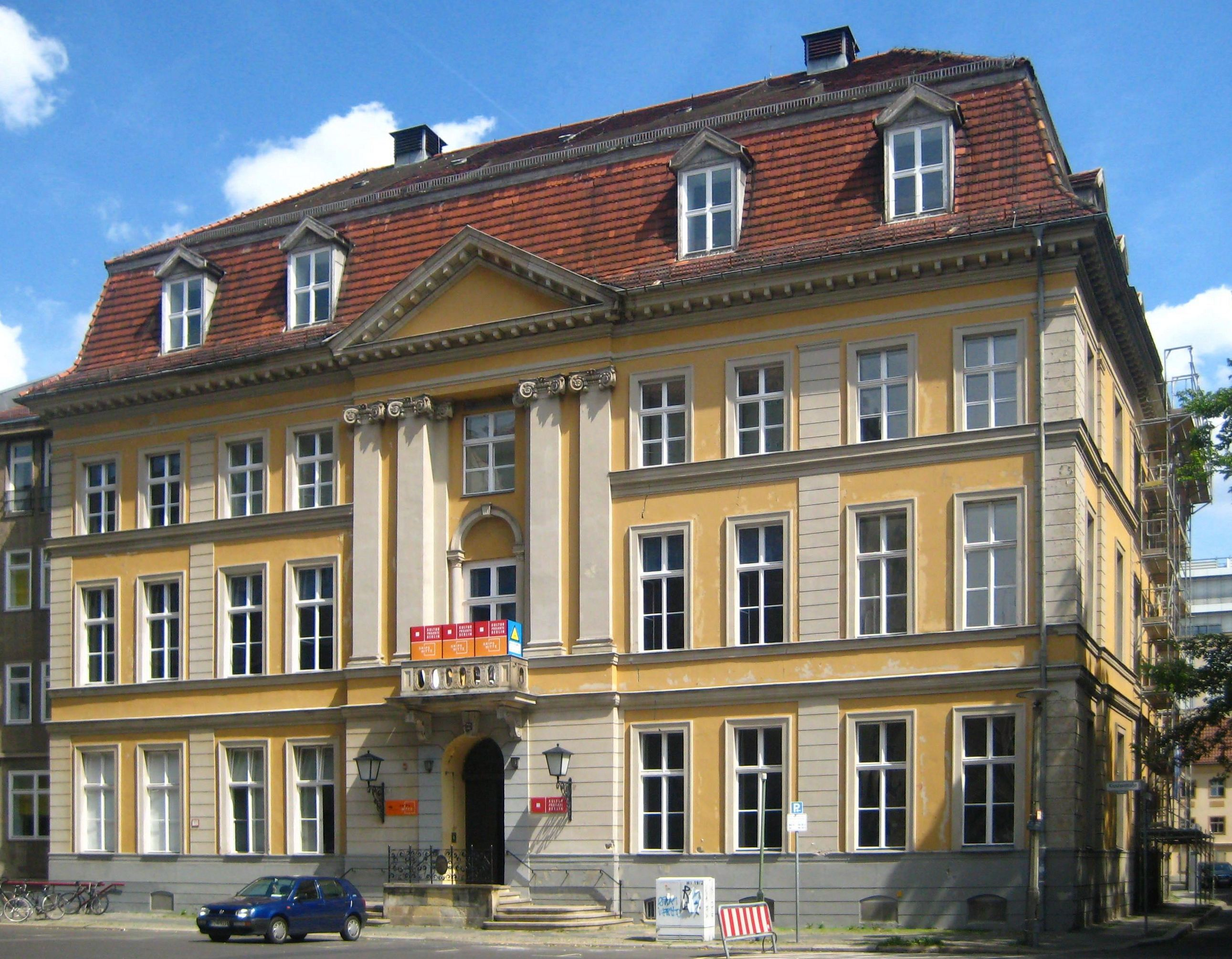
Palais Podewils à Berlin